# Научно-технический комитет ВМФ
Научно-технический комитет ВМФ — структурное подразделение в Морском министерстве Российской Империи и Военно-морском флоте СССР и России.

## История
25 ноября (6 декабря) 1799 года указом Павла I при Адмиралтейств-коллегии (создано Петром I в конце XVII века как Разрядный приказ) был учреждён Особый Комитет для обсуждения вопросов по кораблестроению и мореплаванию, а также сбору и распространению научных трудов иностранных авторов по кораблестроению, артиллерии и другим отраслям военно-морского дела среди офицеров флота и кораблестроителей.
В 1802 году в состав Министерства морских сил Российской Империи был включён Адмиралтейский Департамент, в ведении которого находились — Учёная часть, Техническая часть, а также Гидрографическая служба.

### Морской учёный комитет Морского ведомства
26 января 1827 года, на базе Учёной части Адмиралтейского Департамента был создан самостоятельный Морской учёный комитет с различными секциями, в целях сосредоточения в одном научном органе всех вопросов по координации исследований, ведущихся организациями флота и Петербургской академией наук. В Морском учёном комитете сосредоточивались сведения о развитии, новейших успехах и открытиях в области мореходных наук и общее заведование учебными заведениями Морского ведомства. Председателем Комитета был назначен генерал-лейтенант Логгин Иванович Голинищев-Кутузов.
К руководству секций Комитета привлекались флотоводцы, мореплаватели, учёные, многие из которых были членами Петербургской академии наук. Среди них Ф. П. Врангель, П. Я. Гамалея, С. Е. Гурьев, А. С. Грейг, П. И. Рикорд, А. С. Шишков и многие другие.
24 ноября 1847 года Морской учёный комитет был преобразован, к его функциям добавились — распространение среди офицеров флота и в целом в Морском ведомстве новых сведений по морской части, рассмотрение проектов изобретений и различных предложений по всем отраслям морского дела. Во главе Морского учёного комитета был поставлен известный мореплаватель и географ, будущий Президент Петербургской академии наук генерал-адмирал Ф. П. Литке.
В 1848 году при Морском учёном комитете была учреждена редакция журнала «Морской сборник» и Комитет образования флота.
Комитет образования флота, занимавшийся разработкой проектов по усовершенствованию структуры морского ведомства, а с 1837 году составлявший и свод морских постановлений, в 1848 году был упразднён, его функции были переданы в Морской учёный комитет.

### Морской технический комитет Морского ведомства
Основная статья Морской технический комитет
В 1855 году Учёный комитет, находившийся в составе Кораблестроительного департамента, был реорганизован в Техническое отделение, а в 1856 году преобразован в самостоятельный Кораблестроительный технический комитет для составления и рассмотрения судостроительных программ и смет, подготовки и рассмотрения предложений по комплектованию флота кораблями, постройке и ремонту кораблей и их паровых машин.
В 1867 году Морской учёный комитет вместе с комитетом Морских учебных заведений вошёл, как специальное отделение в Морской технический комитет (МТК). Высшее техническое учреждение Морской технический комитет имел следующие отделения: кораблестроения, артиллерии, строительства, учебного. Комитет осуществлял научно-техническое руководство по созданию боевых кораблей, баз флота, портов и государственных судостроительных заводов. При МТК состояли: Морской музей. Комиссия артиллерийских опытов. Библиотека Морского министерства (ныне Центральная военно-морская библиотека), а также редакция журнала «Морской сборник».
В 1884 году в Морском техническом комитете произошли изменения: из состава МТК был выведен Морской учёный комитет, который самостоятельно просуществовал до 1891 года. Морскому учёному комитету были подчинены морская библиотека и редакции журнала «Морской сборник». Одним из последних председателей Морского учёного комитета (1881—1885 г.г.) был генерал-лейтенант Ф. Ф. Веселаго, занимавший одновременно и должности директора гидрографического департамента Морского ведомства.
В 1891 году был окончательно упразднён Морской учёный комитет. Состоящие при нём учреждения были переданы в ведение военно-морских учебных отделений Главного Морского штаба (ГМШ), а функции комитета были распределены между ГМШ, Главным гидрографическим управлением и МТК.
В Морском техническом комитете стали числиться следующие отделы: кораблестроительный, механический, артиллерийский и минный.
По «Временному положению об управлении морским ведомством» от 11 октября 1911 года на базе Морского технического комитета и Главного управления кораблестроения и снабжения было организовано единое Главное управление кораблестроения, которое просуществовало до 1918 года.
Также в 1911 году был создан Морской учебный комитет, но только как совещательный орган при морском министре для обсуждения всех вопросов по учебным и воспитательным частям. Председателем его являлся начальник ГМШ.

### Научно-технический комитет ВМФ СССР
8 сентября 1923 года был создан Научно-технический комитет Управления Военно-морских сил, находящийся в подчинении высшего морского командования. Революционным Военным Советом СССР был издан приказ о введении в действие с 30 сентября 1923 года Положения и штата Научно-технического комитета Морского ведомства (НТКМ). Комитет размещался в здании Главного Адмиралтейства. Он состоял из следующих секций: кораблестроительной, электро-механической, физико-химической, связи, артиллерийской, минно-торпедной и подводного плавания. Председателем НТК был назначен контр-адмирал Пётр Николаевич Лесков.
На НТК УВМС возлагалось рассмотрение: проектов новых кораблей и их боевого вооружения и снабжения; модернизации существующих кораблей; развития и усиления средств морской обороны; оборудования баз, портовых плавучих средств, доков и т. п. для обслуживания военного флота; подъёма затонувших судов, всех вспомогательных средств, необходимых для ведения работ. Также НТК был обязан проводить постоянное ознакомление командного состава флота с современным состоянием военно-морской техники за рубежом, а также со всеми новейшими усовершенствованиями и достижениями в этой области.
В числе первых почётных членов НТКМ были видные учёные-кораблестроители: А. Н. Крылов, Ю. М. Шокальский, А. И. Берг, Л. Г. Гончаров, А. В. Шталь, Н. И. Игнатьев, К. П. Боклевский, Ю. А. Шиманский и другие.
В 1931—1932 годах на базе секций НТК были созданы Научно-исследовательские институты ВМФ: военного кораблестроения, артиллерийский, минно-торпедный, химический, связи. Функции Научного технического комитета по координации исследований и общему руководству всех институтов ВМФ были возложены на Научно-исследовательский институт военного кораблестроения (НИВК).
17 июля 1938 года в ВМФ вновь был создан Научно-технический комитет Народного комиссариата Военно-морского флота, в обязанности которого входило наблюдение за предэскизными и эскизными проектами, разрабатываемыми специалистами судостроения, и их оценка, а также разработка тактико-технических заданий на новые корабли и участие в разработке планов научно-исследовательских работ. Первым начальником комитета стал военинженер 1 ранга А. А. Фролов, а его заместителем — известный учёный в области теории корабля инженер-контр-адмирал В. Г. Власов.
В годы Великой Отечественной войны деятельность НТК ВМФ была переориентирована на оперативное решение научно-технических проблем, возникающих в ходе боевых действий флота, сокращения сроков введения в строй достраивающихся кораблей, улучшения их мореходных качеств и прочности корпусов, совершенствование вооружения. В НТК ВМФ были созданы специальные группы, которые изучали боевой опыт, вопросы живучести и защиты, прочности корпусов, использования их вооружения в бою. Руководили этими группами известные флотские учёные и корабельные специалисты А. А. Жуков, А. А. Якимов, В. Г. Власов, Л. А. Коршунов, А. К. Попов, Н. П. Сербии, М. А. Рудницкий и другие.
После окончания войны, в связи с рядом последовательных изменений в структуре органов управления ВМФ, соответственно уточнялись и корректировались наименование, подчинённость, организация и функции Научно-технического комитета ВМФ (решение Народного Комиссариата ВМФ от 18.12.1945 г., приказ Военно-морского министра СССР от 23.1.1952 г., приказ Главнокомандующего ВМФ от 12.9.1955 г.).
В 1960 году приказом Главнокомандующего ВМФ был создан Морской научный комитет (МНК) Главного штаба ВМФ, объединивший научный отдел Главного штаба и Научно-технический комитет ВМФ.
В 1966 году Морской научный комитет Главного Штаба ВМФ был преобразован в Научно-технический комитет ВМФ и подчинён непосредственно Главнокомандующему ВМФ.
В отличие от НТК других видов Вооружённых сил и НТК Генерального штаба ВС в нём создана оперативно-тактическая секция на базе МНК ГШ ВМФ.
С 1985 года Научно-техническим комитетом ВМФ руководил академик, вице-адмирал А. А. Саркисов — крупнейший специалист в области атомной энергетики.

### Морской научный комитет ВМФ России
В 1992 году НТК ВМФ был преобразован в Морской научный комитет с ограниченными функциями и сокращённой численностью.
В 90-е годы внимание руководства страны и Минобороны к научным исследованиям стало заметно ослабевать, а в последующем объёмы фундаментальных исследований и НИОКР промышленности в интересах ВМФ существенно сократились. В связи с этим роль и значение НТК ВМФ постепенно уменьшались.

## Председатели НТК
- декабрь 1923 — 27 января 1927 года — контр-адмирал П. Н. Лесков[3]
- 27.01.1927 — 14.01.1930 — Н. И. Игнатьев[4].
- 14.01.1930 — 15.04.1930 — (ВРИО) Пелль, Георгий Николаевич (1885-1930)
- 15.04.1930 — 01.10.1931 — военинженер 1 ранга П. Ю. Орас
- 01.10.1931 — 09.1932 — Власьев, Николай Иосифович
- 17 июля 1938 — 1942 — вице-адмирал А. А. Фролов
- 1942 — январь 1943 — контр-адмирал Жуков, Анатолий Алексеевич
- 1943 — 1944 — контр-адмирал Якимов, Александр Авдеевич
- С мая 1944 года — 1945 — Н. В. Алексеев
- декабрь 1945 — ноябрь 1947 — контр-адмирал В. П. Боголепов
- 1947 — 1951 — вице-адмирал Акулин, Михаил Иванович
- 1951 — 1955 — вице-адмирал Елисеев, Иван Дмитриевич
- февраль 1956 — август 1959 — адмирал Л. А. Владимирский
- 1959 — 1960 — контр-адмирал Балакирев Виктор Яковлевич
- январь 1961 — август 1971 — адмирал Н. М. Харламов
- 1971 — 1985 — вице-адмирал Сталбо, Казимир Андреевич
- 1985 − 1989 — вице-адмирал Саркисов, Ашот Аракелович
- 1989 — 1992 — контр-адмирал Безносов Вячеслав Николаевич
- 1992 — 1994 — контр-адмирал Паук Аркадий Алексеевич
- 1994 — 1997 — капитан 1-го ранга Галганов Алексей Алексеевич
- 1998—2009 — контр-адмирал Сидоренко, Лев Георгиевич[5]